# Collegio elettorale di Città di Castello (Senato della Repubblica)
Il collegio di Città di Castello fu un collegio elettorale uninominale della Repubblica Italiana appartenente alla Circoscrizione Umbria; fu utilizzato per eleggere un senatore della Repubblica dalla I alla XIV legislatura, sebbene con estensioni diverse e sistemi elettorali diversi.

## Storia
Il collegio venne creato nel 1948 secondo la legge n. 29 del 6 febbraio 1948 la quale, pur basandosi sull'impianto proporzionale in vigore per la Camera, rispetto a quest'ultima conteneva alcuni piccoli correttivi in senso maggioritario. Tale legge ebbe il suo definitivo perfezionamento col Testo Unico n°361 del 1957. Differentemente dalla Camera, la legge elettorale del Senato si articolava su base regionale, seguendo il dettato costituzionale (art.57). Ogni Regione era suddivisa in tanti collegi uninominali quanti erano i seggi ad essa assegnati. All'interno di ciascun collegio, veniva eletto il candidato che avesse raggiunto il quorum del 65% delle preferenze: tale soglia, oggettivamente di difficilissimo conseguimento, tradiva l'impianto proporzionale su cui era concepito anche il sistema elettorale della Camera Alta. Qualora, come normalmente avveniva, nessun candidato avesse conseguito l'elezione, i voti di tutti i candidati venivano raggruppati in liste di partito a livello regionale, dove i seggi venivano allocati utilizzando il metodo D'Hondt delle maggiori medie statistiche e quindi, all'interno di ciascuna lista, venivano dichiarati eletti i candidati con le migliori percentuali di preferenza.
Nel 1993, con la cosiddetta Legge Mattarella (Legge n. 276, Norme per l'elezione del Senato della Repubblica), attuata in seguito al referendum abrogativo del 1993, venne istituito per la Camera dei deputati e per il Senato della Repubblica un sistema di elezione misto, in parte maggioritario e in parte proporzionale. Il 75% dei parlamentari dell'assemblea veniva eletto in collegi uninominali tramite sistema maggioritario a turno unico; il restante 25% al Senato veniva eletto tramite recupero proporzionale dei più votati non eletti attraverso un meccanismo di calcolo denominato "scorporo", cioè sottraendo dal conteggio dei voti totali di una lista nella parte proporzionale i voti ottenuti dai candidati collegati alla medesima lista che erano eletti nei collegi uninominali con il sistema maggioritario.
Il collegio venne abolito insieme a tutti gli altri che costituivano il Senato con la promulgazione della legge elettorale successiva, la cosiddetta Legge Calderoli. Questa prevedeva un sistema proporzionale con premio di maggioranza, che al Senato veniva attribuito a livello regionale.

## 1948-1993

### Territorio
Il collegio di Città di Castello era uno dei 6 collegi uninominali in cui era suddivisa l'Umbria; comprendeva i seguenti comuni: Citerna, Città di Castello, Costacciaro, Fossato di Vico, Gubbio, Lisciano Niccone, Monte Santa Maria Tiberina, Montone, Pietralunga, San Giustino, Scheggia e Pascelupo, Sigillo e Umbertide.

### Dati elettorali

#### I legislatura
|                                                                                | Francesco Alunni Pierrucci ✔️ Eletto | Fronte Democratico Popolare | 30 311 | 53,39 |  |  |  |  |  |
|                                                                                | Carlo Vischia ✔️ Eletto              | Democrazia Cristiana        | 20 432 | 35,99 |  |  |  |  |  |
|                                                                                | Bonuccio Bonucci                     | Indipendente                | 6 029  | 10,62 |  |  |  |  |  |
| Totale                                                                         | Totale                               | Totale                      | 56 772 | 100   |  |  |  |  |  |
|                                                                                |                                      |                             |        |       |  |  |  |  |  |
| Voti non validi                                                                | Voti non validi                      | Voti non validi             | 5 403  | 8,69  |  |  |  |  |  |
| Votanti                                                                        | Votanti                              | Votanti                     | 62 175 | 92,91 |  |  |  |  |  |
| Elettori                                                                       | Elettori                             | Elettori                    | 66 918 |       |  |  |  |  |  |
|                                                                                |                                      |                             |        |       |  |  |  |  |  |
| Nota: quorum del 65% non raggiunto; ripartizione dei seggi a livello regionale |                                      |                             |        |       |  |  |  |  |  |
| Data: 18 aprile 1948                                                           |                                      |                             |        |       |  |  |  |  |  |
| Fonte: Ministero dell'interno                                                  |                                      |                             |        |       |  |  |  |  |  |

#### II legislatura
|                                                                                | Armando Fedeli ✔️ Eletto | Partito Comunista Italiano     | 21 522 | 34,23 |  |  |  |  |  |
|                                                                                | Gaetano Salciarini       | Democrazia Cristiana           | 19 728 | 31,37 |  |  |  |  |  |
|                                                                                | Pietro Castaldo          | Partito Socialista Italiano    | 15 088 | 23,99 |  |  |  |  |  |
|                                                                                | Amedeo Mosca             | Movimento Sociale Italiano     | 3 384  | 5,38  |  |  |  |  |  |
|                                                                                | Guglielmo Miliochi       | PSDI - PRI                     | 1 350  | 2,15  |  |  |  |  |  |
|                                                                                | Gino Franceschini        | Partito Liberale Italiano      | 1 003  | 1,60  |  |  |  |  |  |
|                                                                                | Vito Corsi               | Partito Nazionale Monarchico   | 632    | 1,01  |  |  |  |  |  |
|                                                                                | Luigi Caldarelli         | Alleanza Democratica Nazionale | 175    | 0,28  |  |  |  |  |  |
| Totale                                                                         | Totale                   | Totale                         | 62 882 | 100   |  |  |  |  |  |
|                                                                                |                          |                                |        |       |  |  |  |  |  |
| Voti non validi                                                                | Voti non validi          | Voti non validi                | 3 544  | 5,34  |  |  |  |  |  |
| Votanti                                                                        | Votanti                  | Votanti                        | 66 426 | 93,58 |  |  |  |  |  |
| Elettori                                                                       | Elettori                 | Elettori                       | 70 982 |       |  |  |  |  |  |
|                                                                                |                          |                                |        |       |  |  |  |  |  |
| Nota: quorum del 65% non raggiunto; ripartizione dei seggi a livello regionale |                          |                                |        |       |  |  |  |  |  |
| Data: 7 giugno 1953                                                            |                          |                                |        |       |  |  |  |  |  |
| Fonte: Ministero dell'interno                                                  |                          |                                |        |       |  |  |  |  |  |

#### III legislatura
|                                                                                | Mario Angelucci ✔️ Eletto | Partito Comunista Italiano  | 22 654 | 35,26 |  |  |  |  |  |
|                                                                                | Luigi Pillitu             | Democrazia Cristiana        | 21 643 | 33,69 |  |  |  |  |  |
|                                                                                | Antonio Beraedi           | Partito Socialista Italiano | 14 829 | 23,08 |  |  |  |  |  |
|                                                                                | Giambattista Clementi     | PNM - MSI                   | 2 770  | 4,31  |  |  |  |  |  |
|                                                                                | Bruno Buitoni             | Bruno Buitoni               | 1 309  | 2,04  |  |  |  |  |  |
|                                                                                | Tommaso Castelli          | PRI - PR                    | 1 041  | 1,62  |  |  |  |  |  |
| Totale                                                                         | Totale                    | Totale                      | 64 246 | 100   |  |  |  |  |  |
|                                                                                |                           |                             |        |       |  |  |  |  |  |
| Voti non validi                                                                | Voti non validi           | Voti non validi             | 4 303  | 6,28  |  |  |  |  |  |
| Votanti                                                                        | Votanti                   | Votanti                     | 68 549 | 93,50 |  |  |  |  |  |
| Elettori                                                                       | Elettori                  | Elettori                    | 73 312 |       |  |  |  |  |  |
|                                                                                |                           |                             |        |       |  |  |  |  |  |
| Nota: quorum del 65% non raggiunto; ripartizione dei seggi a livello regionale |                           |                             |        |       |  |  |  |  |  |
| Data: 25 maggio 1958                                                           |                           |                             |        |       |  |  |  |  |  |
| Fonte: Ministero dell'interno                                                  |                           |                             |        |       |  |  |  |  |  |

#### IV legislatura
|                                                                                | Alfio Caponi ✔️ Eletto    | Partito Comunista Italiano              | 27 208 | 43,30 |  |  |  |  |  |
|                                                                                | Luigi Pillitu             | Democrazia Cristiana                    | 19 631 | 31,24 |  |  |  |  |  |
|                                                                                | Luciano Stirati ✔️ Eletto | Partito Socialista Italiano             | 11 539 | 18,37 |  |  |  |  |  |
|                                                                                | G. Patrizi                | Indipendente di destra                  | 2 036  | 3,24  |  |  |  |  |  |
|                                                                                | O. Dolci                  | Partito Socialista Democratico Italiano | 1 090  | 1,73  |  |  |  |  |  |
|                                                                                | R. Ruggeri                | Partito Liberale Italiano               | 765    | 1,22  |  |  |  |  |  |
|                                                                                | L. Cavicchi               | Partito Repubblicano Italiano           | 561    | 0,89  |  |  |  |  |  |
| Totale                                                                         | Totale                    | Totale                                  | 62 830 | 100   |  |  |  |  |  |
|                                                                                |                           |                                         |        |       |  |  |  |  |  |
| Voti non validi                                                                | Voti non validi           | Voti non validi                         | 3 193  | 4,84  |  |  |  |  |  |
| Votanti                                                                        | Votanti                   | Votanti                                 | 66 023 | 91,51 |  |  |  |  |  |
| Elettori                                                                       | Elettori                  | Elettori                                | 72 152 |       |  |  |  |  |  |
|                                                                                |                           |                                         |        |       |  |  |  |  |  |
| Nota: quorum del 65% non raggiunto; ripartizione dei seggi a livello regionale |                           |                                         |        |       |  |  |  |  |  |
| Data: 28 aprile 1963                                                           |                           |                                         |        |       |  |  |  |  |  |
| Fonte: Ministero dell'interno                                                  |                           |                                         |        |       |  |  |  |  |  |

#### V legislatura
|                                                                                | Silvio Antonini ✔️ Eletto | PCI - PSIUP                   | 31 477 | 51,08 |  |  |  |  |  |
|                                                                                | Luigi Pillitu             | Democrazia Cristiana          | 18 420 | 29,89 |  |  |  |  |  |
|                                                                                | Luciano Fabio Stirati     | PSI-PSDI Unificati            | 8 398  | 13,63 |  |  |  |  |  |
|                                                                                | L. Farneti                | Movimento Sociale Italiano    | 1 763  | 2,86  |  |  |  |  |  |
|                                                                                | R. Ruggieri               | Partito Liberale Italiano     | 981    | 1,59  |  |  |  |  |  |
|                                                                                | S. Marziali               | Partito Repubblicano Italiano | 584    | 0,95  |  |  |  |  |  |
| Totale                                                                         | Totale                    | Totale                        | 61 623 | 100   |  |  |  |  |  |
|                                                                                |                           |                               |        |       |  |  |  |  |  |
| Voti non validi                                                                | Voti non validi           | Voti non validi               | 3 668  | 5,62  |  |  |  |  |  |
| Votanti                                                                        | Votanti                   | Votanti                       | 65 291 | 91,76 |  |  |  |  |  |
| Elettori                                                                       | Elettori                  | Elettori                      | 71 153 |       |  |  |  |  |  |
|                                                                                |                           |                               |        |       |  |  |  |  |  |
| Nota: quorum del 65% non raggiunto; ripartizione dei seggi a livello regionale |                           |                               |        |       |  |  |  |  |  |
| Data: 19 maggio 1968                                                           |                           |                               |        |       |  |  |  |  |  |
| Fonte: Ministero dell'interno                                                  |                           |                               |        |       |  |  |  |  |  |

#### VI legislatura
|                                                                                | Gustavo Corba ✔️ Eletto         | PCI - PSIUP                                   | 31 843 | 50,24 |  |  |  |  |  |
|                                                                                | E. Carini                       | Democrazia Cristiana                          | 17 369 | 27,41 |  |  |  |  |  |
|                                                                                | Luciano Fabio Stirati ✔️ Eletto | Partito Socialista Italiano                   | 8 462  | 13,35 |  |  |  |  |  |
|                                                                                | F. Andreoli                     | Movimento Sociale Italiano - Destra Nazionale | 2 735  | 4,32  |  |  |  |  |  |
|                                                                                | S. Bonini                       | Partito Socialista Democratico Italiano       | 1 518  | 2,40  |  |  |  |  |  |
|                                                                                | R. Ruggieri                     | Partito Liberale Italiano                     | 827    | 1,30  |  |  |  |  |  |
|                                                                                | P. Burattini                    | Partito Repubblicano Italiano                 | 622    | 0,98  |  |  |  |  |  |
| Totale                                                                         | Totale                          | Totale                                        | 63 376 | 100   |  |  |  |  |  |
|                                                                                |                                 |                                               |        |       |  |  |  |  |  |
| Voti non validi                                                                | Voti non validi                 | Voti non validi                               | 2 744  | 4,15  |  |  |  |  |  |
| Votanti                                                                        | Votanti                         | Votanti                                       | 66 120 | 93,18 |  |  |  |  |  |
| Elettori                                                                       | Elettori                        | Elettori                                      | 70 958 |       |  |  |  |  |  |
|                                                                                |                                 |                                               |        |       |  |  |  |  |  |
| Nota: quorum del 65% non raggiunto; ripartizione dei seggi a livello regionale |                                 |                                               |        |       |  |  |  |  |  |
| Data: 7 maggio 1972                                                            |                                 |                                               |        |       |  |  |  |  |  |
| Fonte: Ministero dell'interno                                                  |                                 |                                               |        |       |  |  |  |  |  |

#### VII legislatura
|                                                                                | Dario Valori ✔️ Eletto | Partito Comunista Italiano                    | 35 451 | 53,43 |  |  |  |  |  |
|                                                                                | Carlo Costantini       | Democrazia Cristiana                          | 18 723 | 28,22 |  |  |  |  |  |
|                                                                                | Luciano Fabio Stirati  | Partito Socialista Italiano                   | 8 225  | 12,40 |  |  |  |  |  |
|                                                                                | Mario Calabro          | Movimento Sociale Italiano - Destra Nazionale | 2 024  | 3,05  |  |  |  |  |  |
|                                                                                | Roberto Balducci       | Partito Socialista Democratico Italiano       | 780    | 1,18  |  |  |  |  |  |
|                                                                                | Luigi Cavicchi         | Partito Repubblicano Italiano                 | 744    | 1,12  |  |  |  |  |  |
|                                                                                | Stefano Guazzone       | Partito Radicale                              | 206    | 0,31  |  |  |  |  |  |
|                                                                                | Remo Ruggieri          | Partito Liberale Italiano                     | 192    | 0,29  |  |  |  |  |  |
| Totale                                                                         | Totale                 | Totale                                        | 66 345 | 100   |  |  |  |  |  |
|                                                                                |                        |                                               |        |       |  |  |  |  |  |
| Voti non validi                                                                | Voti non validi        | Voti non validi                               | 1 828  | 2,68  |  |  |  |  |  |
| Votanti                                                                        | Votanti                | Votanti                                       | 68 173 | 94,01 |  |  |  |  |  |
| Elettori                                                                       | Elettori               | Elettori                                      | 72 513 |       |  |  |  |  |  |
|                                                                                |                        |                                               |        |       |  |  |  |  |  |
| Nota: quorum del 65% non raggiunto; ripartizione dei seggi a livello regionale |                        |                                               |        |       |  |  |  |  |  |
| Data: 20 giugno 1976                                                           |                        |                                               |        |       |  |  |  |  |  |
| Fonte: Ministero dell'interno                                                  |                        |                                               |        |       |  |  |  |  |  |

#### VIII legislatura
|                                                                                | Dario Valori ✔️ Eletto | Partito Comunista Italiano                    | 35 820 | 53,55 |  |  |  |  |  |
|                                                                                | C. Fuscagni            | Democrazia Cristiana                          | 18 110 | 27,08 |  |  |  |  |  |
|                                                                                | L. Angelini            | Partito Socialista Italiano                   | 8 360  | 12,50 |  |  |  |  |  |
|                                                                                | E. Carloni             | Movimento Sociale Italiano - Destra Nazionale | 1 727  | 2,58  |  |  |  |  |  |
|                                                                                | S. Bonini              | Partito Socialista Democratico Italiano       | 895    | 1,34  |  |  |  |  |  |
|                                                                                | E. P. Tiberi           | Partito Repubblicano Italiano                 | 746    | 1,12  |  |  |  |  |  |
|                                                                                | M. Bandinelli          | Partito Radicale                              | 544    | 0,81  |  |  |  |  |  |
|                                                                                | E. Mencacci            | Partito Liberale Italiano                     | 285    | 0,43  |  |  |  |  |  |
|                                                                                | M. Migliucci           | Nuova Sinistra Unita                          | 257    | 0,38  |  |  |  |  |  |
|                                                                                | G. Anastasi            | Costituente di Destra - Democrazia Nazionale  | 143    | 0,21  |  |  |  |  |  |
| Totale                                                                         | Totale                 | Totale                                        | 66 887 | 100   |  |  |  |  |  |
|                                                                                |                        |                                               |        |       |  |  |  |  |  |
| Voti non validi                                                                | Voti non validi        | Voti non validi                               | 2 268  | 3,28  |  |  |  |  |  |
| Votanti                                                                        | Votanti                | Votanti                                       | 69 155 | 91,00 |  |  |  |  |  |
| Elettori                                                                       | Elettori               | Elettori                                      | 75 993 |       |  |  |  |  |  |
|                                                                                |                        |                                               |        |       |  |  |  |  |  |
| Nota: quorum del 65% non raggiunto; ripartizione dei seggi a livello regionale |                        |                                               |        |       |  |  |  |  |  |
| Data: 3 giugno 1979                                                            |                        |                                               |        |       |  |  |  |  |  |
| Fonte: Ministero dell'interno                                                  |                        |                                               |        |       |  |  |  |  |  |

#### IX legislatura
|                                                                                | Vinci Grossi ✔️ Eletto | Partito Comunista Italiano                    | 35 461 | 52,42 |  |  |  |  |  |
|                                                                                | Luigi Pierini          | Democrazia Cristiana                          | 15 109 | 22,34 |  |  |  |  |  |
|                                                                                | Luciano Fabio Stirati  | Partito Socialista Italiano                   | 9 873  | 14,60 |  |  |  |  |  |
|                                                                                | Renato Brachelente     | Movimento Sociale Italiano - Destra Nazionale | 2 701  | 3,99  |  |  |  |  |  |
|                                                                                | Massimo Mazzi          | Partito Repubblicano Italiano                 | 1 167  | 1,73  |  |  |  |  |  |
|                                                                                | Edo Valentini Lido     | Democrazia Proletaria                         | 870    | 1,29  |  |  |  |  |  |
|                                                                                | Antonio Cancian        | Partito Socialista Democratico Italiano       | 844    | 1,25  |  |  |  |  |  |
|                                                                                | Quintilio Dorillo      | Partito Nazionale Pensionati                  | 667    | 0,99  |  |  |  |  |  |
|                                                                                | Carlo Polidori         | Partito Radicale                              | 486    | 0,72  |  |  |  |  |  |
|                                                                                | Remo Ruggieri          | Partito Liberale Italiano                     | 467    | 0,69  |  |  |  |  |  |
| Totale                                                                         | Totale                 | Totale                                        | 67 645 | 100   |  |  |  |  |  |
|                                                                                |                        |                                               |        |       |  |  |  |  |  |
| Voti non validi                                                                | Voti non validi        | Voti non validi                               | 2 930  | 4,15  |  |  |  |  |  |
| Votanti                                                                        | Votanti                | Votanti                                       | 70 575 | 90,42 |  |  |  |  |  |
| Elettori                                                                       | Elettori               | Elettori                                      | 78 051 |       |  |  |  |  |  |
|                                                                                |                        |                                               |        |       |  |  |  |  |  |
| Nota: quorum del 65% non raggiunto; ripartizione dei seggi a livello regionale |                        |                                               |        |       |  |  |  |  |  |
| Data: 26 giugno 1983                                                           |                        |                                               |        |       |  |  |  |  |  |
| Fonte: Ministero dell'interno                                                  |                        |                                               |        |       |  |  |  |  |  |

#### X legislatura
|                                                                                | Venanzio Nocchi ✔️ Eletto   | Partito Comunista Italiano                    | 35 542 | 51,14 |  |  |  |  |  |
|                                                                                | G. Burocchi                 | Democrazia Cristiana                          | 15 309 | 22,03 |  |  |  |  |  |
|                                                                                | Luciano Fabio Stirati       | Partito Socialista Italiano                   | 10 565 | 15,20 |  |  |  |  |  |
|                                                                                | E. Puletti                  | Movimento Sociale Italiano - Destra Nazionale | 2 742  | 3,95  |  |  |  |  |  |
|                                                                                | N. Bruscoli                 | Democrazia Proletaria                         | 1 692  | 2,43  |  |  |  |  |  |
|                                                                                | A. Pacciarini               | Partito Repubblicano Italiano                 | 1 011  | 1,45  |  |  |  |  |  |
|                                                                                | G. P. Moretti               | Lista Verde                                   | 826    | 1,19  |  |  |  |  |  |
|                                                                                | A. Lancioni                 | Partito Socialista Democratico Italiano       | 576    | 0,83  |  |  |  |  |  |
|                                                                                | M. S. Calafiore in Fruttini | Partito Radicale                              | 532    | 0,77  |  |  |  |  |  |
|                                                                                | Remo Ruggieri               | Partito Liberale Italiano                     | 408    | 0,59  |  |  |  |  |  |
|                                                                                | Quintilio Dorillo           | Liga Veneta - Pensionati Uniti                | 226    | 0,33  |  |  |  |  |  |
|                                                                                | A. Campochiaro              | Alleanza Popolare Pensionati                  | 75     | 0,11  |  |  |  |  |  |
| Totale                                                                         | Totale                      | Totale                                        | 69 504 | 100   |  |  |  |  |  |
|                                                                                |                             |                                               |        |       |  |  |  |  |  |
| Voti non validi                                                                | Voti non validi             | Voti non validi                               | 3 151  | 4,34  |  |  |  |  |  |
| Votanti                                                                        | Votanti                     | Votanti                                       | 72 655 | 90,37 |  |  |  |  |  |
| Elettori                                                                       | Elettori                    | Elettori                                      | 80 395 |       |  |  |  |  |  |
|                                                                                |                             |                                               |        |       |  |  |  |  |  |
| Nota: quorum del 65% non raggiunto; ripartizione dei seggi a livello regionale |                             |                                               |        |       |  |  |  |  |  |
| Data: 14 giugno 1987                                                           |                             |                                               |        |       |  |  |  |  |  |
| Fonte: Ministero dell'interno                                                  |                             |                                               |        |       |  |  |  |  |  |

#### XI legislatura
|                                                                                | Venanzio Nocchi ✔️ Eletto | Partito Democratico della Sinistra            | 25 042 | 36,17 |  |  |  |  |  |
|                                                                                | Gianfranco Bellini        | Democrazia Cristiana                          | 14 235 | 20,56 |  |  |  |  |  |
|                                                                                | Leonello Mosca            | Partito Socialista Italiano                   | 11 138 | 16,09 |  |  |  |  |  |
|                                                                                | Aldo Sartori ✔️ Eletto    | Partito della Rifondazione Comunista          | 8 739  | 12,62 |  |  |  |  |  |
|                                                                                | Amilcare Manieri          | Movimento Sociale Italiano - Destra Nazionale | 2 906  | 4,20  |  |  |  |  |  |
|                                                                                | Aldo Pacciarini           | Partito Repubblicano Italiano                 | 1 722  | 2,49  |  |  |  |  |  |
|                                                                                | Fabio Meacci              | Lega Lombarda                                 | 1 528  | 2,21  |  |  |  |  |  |
|                                                                                | Cipriano Conti            | Federazione dei Verdi                         | 1 289  | 1,86  |  |  |  |  |  |
|                                                                                | Fernando Francesco Nuti   | Sì Referendum                                 | 1 039  | 1,50  |  |  |  |  |  |
|                                                                                | Remo Ruggieri             | Partito Liberale Italiano                     | 664    | 0,96  |  |  |  |  |  |
|                                                                                | Dante Pezzetti            | Partito Socialista Democratico Italiano       | 473    | 0,68  |  |  |  |  |  |
|                                                                                | Silvani Massimo           | Caccia Pesca Ambiente                         | 316    | 0,46  |  |  |  |  |  |
|                                                                                | Vanna Lelli Bifani        | Federalismo - Pensionati Uomini Vivi          | 147    | 0,21  |  |  |  |  |  |
| Totale                                                                         | Totale                    | Totale                                        | 69 238 | 100   |  |  |  |  |  |
|                                                                                |                           |                                               |        |       |  |  |  |  |  |
| Voti non validi                                                                | Voti non validi           | Voti non validi                               | 4 464  | 6,06  |  |  |  |  |  |
| Votanti                                                                        | Votanti                   | Votanti                                       | 73 702 | 88,28 |  |  |  |  |  |
| Elettori                                                                       | Elettori                  | Elettori                                      | 83 483 |       |  |  |  |  |  |
|                                                                                |                           |                                               |        |       |  |  |  |  |  |
| Nota: quorum del 65% non raggiunto; ripartizione dei seggi a livello regionale |                           |                                               |        |       |  |  |  |  |  |
| Data: 5 aprile 1992                                                            |                           |                                               |        |       |  |  |  |  |  |
| Fonte: Ministero dell'interno                                                  |                           |                                               |        |       |  |  |  |  |  |

## 1993-2005

### Territorio
Il collegio di Città di Castello era uno dei 5 collegi uninominali in cui era suddivisa l'Umbria; come previsto dal D.Lgs. del 20 dicembre 1993 n. 535, e comprendeva i seguenti comuni: Assisi, Bastia, Citerna, Città di Castello, Costacciaro, Fossato di Vico, Gualdo Tadino, Gubbio, Lisciano Niccone, Monte Santa Maria Tiberina, Montone, Pietralunga, San Giustino, Scheggia e Pascelupo, Sigillo, Umbertide e Valfabbrica.

### Eletti
| Elezione | Elezione | Senatore          | Partito            |
| -------- | -------- | ----------------- | ------------------ |
|          | 1994     | Carlo Gubbini     | Progressisti (PSI) |
|          | 1996     | Stefano Semenzato | L'Ulivo (FdV)      |
|          | 2001     | Fiorello Cortiana | L'Ulivo (FdV)      |

### Dati elettorali

#### XII legislatura
|                               | Carlo Gubbini ✔️ Eletto      | Progressisti       | 54 309  | 53,83 |  |  |  |  |  |
|                               | Eduardo Umberto Vecchiarelli | Alleanza Nazionale | 26 228  | 26,00 |  |  |  |  |  |
|                               | Claudio Passeri              | Patto per l'Italia | 20 358  | 20,18 |  |  |  |  |  |
| Totale                        | Totale                       | Totale             | 100 895 | 100   |  |  |  |  |  |
|                               |                              |                    |         |       |  |  |  |  |  |
| Voti non validi               | Voti non validi              | Voti non validi    | 12 479  | 11,01 |  |  |  |  |  |
| Votanti                       | Votanti                      | Votanti            | 113 374 | 86,03 |  |  |  |  |  |
| Elettori                      | Elettori                     | Elettori           | 131 778 |       |  |  |  |  |  |
|                               |                              |                    |         |       |  |  |  |  |  |
| Data: 27-28 marzo 1994        |                              |                    |         |       |  |  |  |  |  |
| Fonte: Ministero dell'interno |                              |                    |         |       |  |  |  |  |  |

#### XIII legislatura
|                               | Stefano Semenzato ✔️ Eletto | L'Ulivo             | 62 434  | 59,52 |  |  |  |  |  |
|                               | Piero Margiacchi            | Polo per le Libertà | 39 250  | 37,42 |  |  |  |  |  |
|                               | Fabio Cozzari               | Lega Nord           | 3 218   | 3,07  |  |  |  |  |  |
| Totale                        | Totale                      | Totale              | 104 902 | 100   |  |  |  |  |  |
|                               |                             |                     |         |       |  |  |  |  |  |
| Voti non validi               | Voti non validi             | Voti non validi     | 8 035   | 7,11  |  |  |  |  |  |
| Votanti                       | Votanti                     | Votanti             | 112 937 | 84,31 |  |  |  |  |  |
| Elettori                      | Elettori                    | Elettori            | 133 962 |       |  |  |  |  |  |
|                               |                             |                     |         |       |  |  |  |  |  |
| Data: 21 aprile 1996          |                             |                     |         |       |  |  |  |  |  |
| Fonte: Ministero dell'interno |                             |                     |         |       |  |  |  |  |  |

#### XIV legislatura
|                               | Fiorello Cortiana ✔️ Eletto  | L'Ulivo                              | 50 007  | 46,48 |  |  |  |  |  |
|                               | Eduardo Umberto Vecchierelli | Casa delle Libertà                   | 39 624  | 36,83 |  |  |  |  |  |
|                               | Giovanni Bellini             | Partito della Rifondazione Comunista | 10 786  | 10,02 |  |  |  |  |  |
|                               | Luigi Mariucci               | Lista Di Pietro                      | 3 148   | 2,93  |  |  |  |  |  |
|                               | Alessandro Trasimeni         | Democrazia Europea                   | 2 486   | 2,31  |  |  |  |  |  |
|                               | Paolo Ubaldini               | Lista Pannella-Bonino                | 1 546   | 1,44  |  |  |  |  |  |
| Totale                        | Totale                       | Totale                               | 107 597 | 100   |  |  |  |  |  |
|                               |                              |                                      |         |       |  |  |  |  |  |
| Voti non validi               | Voti non validi              | Voti non validi                      | 7 970   | 6,90  |  |  |  |  |  |
| Votanti                       | Votanti                      | Votanti                              | 115 567 | 84,07 |  |  |  |  |  |
| Elettori                      | Elettori                     | Elettori                             | 137 469 |       |  |  |  |  |  |
|                               |                              |                                      |         |       |  |  |  |  |  |
| Data: 13 maggio 2001          |                              |                                      |         |       |  |  |  |  |  |
| Fonte: Ministero dell'interno |                              |                                      |         |       |  |  |  |  |  |